# 绿林镇
绿林镇，是中华人民共和国湖北省荆门市京山市下辖的一个乡镇级行政单位。

## 行政区划
绿林镇下辖以下地区：
厂河街社区、祁家村、六房村、双桥村、东山村、天门观村、五台村、梅河村、铁炉冲村、全力村、中台村、高枧村、向集村、吴集村和厂河村。